# العنز (حماة)
العنز قرية سورية تتبع ناحية الحمراء في منطقة مركز حماة في محافظة حماة. بلغ عدد سكانها 146 نسمة في عام 2004 حسب إحصاء المكتب المركزي للإحصاء.

## وصلات خارجية
- الوحدات الإدارية في محافظة حماة